# Les Premiers Sapins
Les Premiers Sapins – gmina we Francji, w regionie Burgundia-Franche-Comté, w departamencie Doubs. Została utworzona 1 stycznia 2016 roku z połączenia sześciu wcześniejszych gmin: Athose, Chasnans, Hautepierre-le-Châtelet, Nods, Rantechaux oraz Vanclans. Siedzibą gminy została miejscowość Nods. W 2013 roku populacja wyżej wymienionych gmin wynosiła 1544 mieszkańców.